# Navia umbratilis
Navia umbratilis är en gräsväxtart som beskrevs av Lyman Bradford Smith. Navia umbratilis ingår i släktet Navia och familjen Bromeliaceae. Inga underarter finns listade i Catalogue of Life.